# NGC 3796
NGC 3796 (również PGC 36215 lub UGC 6638) – galaktyka soczewkowata (SA0), znajdująca się w gwiazdozbiorze Wielkiej Niedźwiedzicy. Odkrył ją William Herschel 19 marca 1790 roku.